# Operación QRP

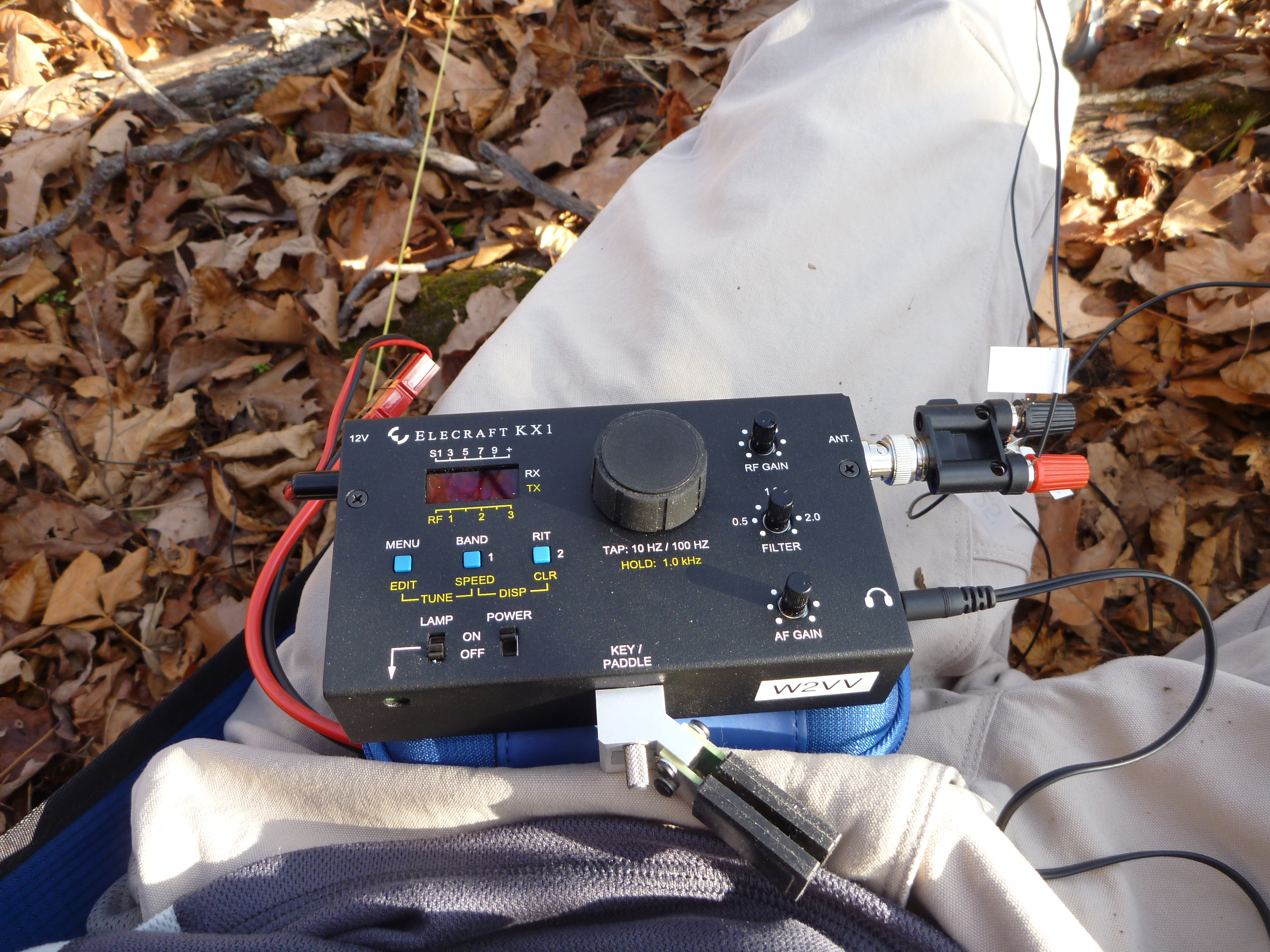
El Elecraft KX1 es un popular transceptor QRP portátil. Potencia hasta 4 vatios, vendido como constructor de radio.

QRP, en el Código Q de señales, quiere decir:
- en su forma interrogativa: "¿Debo bajar la potencia?"
- en su forma imperativa: "Baje la potencia."

## Operación QRP
La operación en QRP forma parte de las actividades de la radioafición. Consiste en limitar la potencia de los transmisores a 5W en telegrafía en Código Morse y a 10W en banda lateral única.
Ya que el operador elige transmitir a baja potencia, para poder llegar a grandes distancias le es preciso optimizar la antena. En efecto, un transmisor modesto pero con una buena antena puede poner en el aire y en una cierta dirección la misma potencia que un transmisor potente equipado de una antena mediocre.
Muchos entusiastas de la transmisión QRP fabrican sus propios transmisores, algunas veces de su propia invención, otras reproduciendo diseños ya probados de otros constructores, bajo la forma de kits. Un ejemplo es el BITX Transceiver.
Por convención, para denotar transmisores de muy baja potencia, del orden de los miliwatts, se usa el término QRPp (la sigla QRP seguida de una P minúscula).
Aun cuando muchos constructores y operadores QRP son adultos, se considera que la práctica del QRP desarrolla al máximo las habilidades técnicas del constructor y operador, y que al no utilizar grandes potencias ni tensiones ni corrientes, es suficientemente segura como disciplina de iniciación para adolescentes.
Uno de los clubes QRP más famosos es el G-QRP, que reúne a radioaficionados ingleses (de ahí el "G") pero que acepta a miembros de todas las nacionalidades. Su revista SPRAT, pese a su formato sencillo y sin sofisticación, es una de las más brillantes publicaciones de constructores por la alta calidad de los artículos que allí aparecen.
En España existe el EA QRP Club que agrupa a muchos de los radioaficionados interesados por la técnica y la transmisión a baja potencia. Cada trimestre edita una revista con información y actividades.

## Para profundizar
EA QRP Club  (en español).
G-QRP Club (en inglés).